# Spieletipps
Spieletipps war ein deutschsprachiges Webportal mit Tipps, Nachrichten und Tests zu Computerspielen verschiedener Plattformen. Die von Thorsten Rühl gegründete Website ging 1998 als unabhängiges Projekt online, wurde ab 2015 von Ströer Media Brands mit Sitz in Berlin betrieben und im Herbst 2023 schließlich in das Schwesterportal GIGA eingegliedert.
Leser konnten auf Spieletipps nach Registrierung eigene Tipps zu Spielen verfassen und einsenden, die nach einer Prüfung durch Redakteure für alle Benutzer frei zugänglich waren. In einer weiteren Rubrik wurden Testberichte zu aktuellen Spielen veröffentlicht. Eine Redaktion versorgte die Leser mit Nachrichten aus der Videospielbranche.
Spieletipps wurde 1998 von Thorsten Rühl gegründet. Idee war eine Plattform, auf der Benutzer selbst Tipps und Tricks zu Spielen sammeln und jeder andere Benutzer diese lesen kann. Ab 2000 firmierte das Projekt als Spieletipps GmbH. Im Jahr 2006 erfolgte eine Umbenennung in Brot und Spiele GmbH. Von Ostern 2007 bis Februar 2011 bot Spieletipps einen Testspiegel, der eine Übersicht der Wertungen 23 anderer deutschsprachiger Spielemagazine zusammenfasste. 2015 wurde spieletipps von GIGA Digital AG aufgekauft.
Im April 2019 zog die 2003 gestartete deutschsprachige Spielewebsite Gamona nach mehrjähriger Kooperation mit Spieletipps zusammen. Gamona bot Nachrichten, Testberichte, Mediensammlungen und Lösungshilfen zu Computerspielen, schwerpunktmäßig Massively Multiplayer Online Games und E-Sport.
Am 31. Oktober 2023 wurde Spieletipps ohne vorherige Ankündigung abgeschaltet und als Sparte in das Schwestermagazin GIGA eingegliedert.